# ゆずソフト
ゆずソフト（YUZU SOFT）は、株式会社ユノスのアダルトゲームブランド。大阪府大阪市に開発室を置く。

## 沿革
創業スタッフは「Famishin」「こぶいち」「むりりん」「天宮りつ」「煎路」「ろど」の6名。全員がかつてスタジオメビウスに所属しており『SNOW』といった作品の開発に携わっている。
スタジオメビウスに当時所属していたFamishinが「これまでやったことのないゲームを作りたい」と考え退職。同時期に退職した、むりりん・こぶいち・ろど達と共に同人サークル『チームエグゾーダス』を結成、2005年12月30日に同人ゲーム『しょうよん! コドモ☆ちゃれんじ』をコミックマーケット69で発売（のちにダウンロード販売）。
この「チームエグゾーダス」を母体にFamishinを代表として法人化、ブランド名を現在の「ゆずソフト」に定め、2006年7月28日に『ぶらばん! -The bonds of melody-』でデビューした。社名の由来は「名前を決める議論中にゆずサワーを飲んでいたこと」と「柑橘系のものを名前に入れると売れるような気がしたから」とのこと。「チームエグゾーダス」は2007年10月31日をもって活動を停止し、ホームページも閉鎖された。
その後、Famishinから声をかけられた煎路が、グラフィッカー不足を補うために「モドキさん」が入社。
2015年12月31日をもって煎路が退社。今後は外注として関わっていくとされる。入れ替わりでグラフィッカーの「中乃」と「トミフミ」が入社。
その後（入社時期不明）、新たな原画家として羽純りおが入社。更に2021年7月30日には全年齢対象の姉妹ブランド「ゆずソフトSOUR」、音声ASMRブランド「YSMR」が始動。ほぼ同時期(2021年10月)に新たな原画家「ほかん」が加わり、現在に至る。

## 特徴
週一のスタッフ会議で全員が企画書（A4用紙2、3枚程度）を出し、新作の場合はそのまま全員で数日間話し合い、まとまった企画を新作として発表する。『ぶらばん! -The bonds of melody-』（Famishin）・『E×E』（天宮）・『夏空カナタ』（ろど）は企画立案者がそのままディレクターとなったが『天神乱漫 -LUCKY or UNLUCKY!?-』は、むりりんが企画を立案したものの「原画とディレクターの兼業は難しい」という理由で煎路がディレクターを務めた。
アダルトゲームブランドとしては数少ない一度も発売延期を実行せずに開発を遂行している組織として知られている。その人気の高さから多くのユーザーからファンディスクの要望があるが「過去は振り返らない」という考えから、携帯ゲームに移植されてシナリオを追加した「天神乱漫」を除き、そのような措置は一切取らない方針を取っている。
2011年10月末に公式サイトを全面リニューアル。ブログなどのコンテンツの参加にはTwitterのアカウントを介したユーザー登録が必須となった。その後も公式サイトは最新作の情報解禁のタイミングでマイナーチェンジが施されている。
この他、最新作が発売されるまでの期間にカウントダウンムービーを公開している。他作品のパロディを数多く仕込んでいるなど、他社のそれとは一線を画しているのが特徴。
公式サイトに著作権ガイドラインを掲載しており、動画配信や二次創作における利用範囲を定めている。

## 作品
| #  | 発売日         | タイトル                        | 原画                                                    | シナリオ                                 | 備考 |
| -- | -------------- | ------------------------------- | ------------------------------------------------------- | ---------------------------------------- | --- |
| 1  | 2006年7月28日  | ぶらばん! -The bonds of melody- | こぶいち、むりりん                                      | 天宮リツ                                 | |
| 2  | 2007年6月1日   | E×E（エグゼ）                   | こぶいち、むりりん                                      | 天宮リツ                                 | |
| 3  | 2008年5月23日  | 夏空カナタ                      | こぶいち、むりりん                                      | 天宮リツ、玉沢円                         | |
| 4  | 2009年5月29日  | 天神乱漫 -LUCKY or UNLUCKY!?-   | むりりん、こぶいち セレビィ量産型（SD）                 | 天宮リツ、北川晴                         | 本作品のみ、SD原画にセレビィ量産型を起用。 2010年3月25日にはPlayStation Portable移植版『天神乱漫 Happy Go Lucky!!』がラッセルより発売された。 |
| 5  | 2010年12月24日 | のーぶる☆わーくす               | むりりん、こぶいち こもわた遙華（SD）                   | 天宮りつ、北川晴、J・さいろー            | ゆずソフトの5周年記念作品。 本作品からSD原画にこもわた遙華を起用しており、現在に至るまで一貫してこもわたがSD原画を担当している。 2010年の美少女ゲーム年間売り上げランキングでは『Getchu.com』による集計で11位を獲得し『Getchu.com』の美少女ゲーム大賞2010では総合部門で7位となった。 |
| 6  | 2012年3月30日  | DRACU-RIOT!                     | むりりん、こぶいち こもわた遙華（SD）                   | 天宮りつ、姫ノ木あく、J・さいろー        | 本作品以降、カウントダウンムービーは公式YouTubeチャンネルから投稿されるようになった。 2012年の美少女ゲーム年間売り上げランキングでは『BugBug』による集計で2位を獲得し『Getchu.com』の美少女ゲーム大賞2012では総合部門で2位となった。                                                 |
| 7  | 2013年7月26日  | 天色*アイルノーツ               | むりりん、こぶいち こもわた遙華（SD）                   | 天宮りつ、J・さいろー、鏡遊、紺野アスタ  | 2013年の美少女ゲーム年間売り上げランキングでは『BugBug』による集計で1位を獲得し『BugBug』の「2013年読者が選ぶ美少女ゲーム年間ランキング」では総合部門で5位となった。 |
| 8  | 2015年2月27日  | サノバウィッチ                  | むりりん、こぶいち こもわた遙華（SD）                   | 天宮りつ、保住圭、籐太                   | 本作品以降、各ヒロインごとに異なるエンディング曲（ムービー）が流れるようになった。 |
| 9  | 2016年7月29日  | 千恋*万花                       | むりりん、こぶいち こもわた遙華（SD）                   | 天宮りつ、籐太、瀬尾順                   | 本作品以降、システム機能にフローチャートを搭載 |
| 10 | 2018年3月30日  | RIDDLE JOKER                    | むりりん、こぶいち こもわた遙華（SD）                   | 天宮りつ、砥石大樹、保住圭               | |
| 11 | 2019年12月20日 | 喫茶ステラと死神の蝶            | むりりん、こぶいち こもわた遙華（SD）                   | 天宮りつ、かずきふみ、瀬尾順             | |
| 12 | 2023年4月28日  | 天使☆騒々 RE-BOOT!              | こぶいち、むりりん、ほかん、羽純りお こもわた遙華（SD） | 天宮りつ、かずきふみ、保住圭、安堂こたつ | |
| 13 | 2025年9月26日  | ライムライト・レモネードジャム  | こぶいち、むりりん、ほかん、羽純りお こもわた遙華（SD） | 天宮りつ、かずきふみ、さかき傘、瀬尾順   | |

### ゆずソフト（音声作品）
RIDDLE JOKER音声作品「在原七海はお兄ちゃんとつながりたい」
『RIDDLE JOKER』のヒロインの一人である在原七海の後日談。2022年7月3日に発売。CVはくすはらゆい、シナリオはあすきぃきゅーぶ、天宮りつ(特別トラックシナリオ)。
天使☆騒々 RE-BOOT!音声作品「高楯オリエは休日をイチャイチャ過ごしたい」
『天使☆騒々 RE-BOOT!』のヒロインの一人である高楯オリエの後日談。2024年3月1日に発売。CVは夏野こおり、シナリオは安堂こたつ。
喫茶ステラと死神の蝶 音声作品「四季ナツメは結局、生でシタい」
『喫茶ステラと死神の蝶』のヒロインの一人である四季ナツメの後日談。2024年4月1日に発売。CVは夏和小、シナリオは天宮りつ。
天使☆騒々 RE-BOOT! 音声作品「谷風天音はお兄ちゃんを煽りたい」
『天使☆騒々 RE-BOOT!』のヒロインの一人である谷風天音の後日談。2024年5月1日に発売。CVは夏和小、シナリオは天宮りつ。
RIDDLE JOKER 音声作品「壬生千咲はいつでも先輩を癒したい」
『RIDDLE JOKER』のヒロインの一人である壬生千咲の後日談。2024年6月1日に発売。CVは夏和小、シナリオは天宮りつ。

### ゆずソフトSOUR
PARQUET
第1作目の作品で、DMM/DLsiteでダウンロード専売。2021年7月31日に発売。Steam/Android版は8月27日（iOS版では9月3日）に配信。東山奈央が一人二役を担当している。
天神乱漫 Happy Go Lucky!!
第2作目の作品で、DMM/DLsiteでダウンロード販売。2021年12月24日に発売。前述した、PSP版「天神乱漫 Happy GO Lucky」の逆移植版。UIを最新作に合わせ刷新しフルHD化している。この他、同日に発売された『ゆずソフトPENTABOX』の特典としてDLコードが付属している。

### YSMR（音声作品）
お昼寝同好会で過ごすイチャつき甘えっちな日々
第1作目のオリジナル作品。2021年7月31日に発売。CVは陽向葵ゅか、シナリオはあすきぃきゅーぶ。
耳フェチ純愛メイドとのあまあま性欲処理エッチ～食べられちゃうのはご主人様ですよ♪～
第2作目のオリジナル作品。2021年8月22日に発売。CVは分倍河原シホ、シナリオはあすきぃきゅーぶ。
清楚(嘘)な恋人に籠絡されて堕とされる秘密の校内エッチ
第3作目のオリジナル作品。2021年10月1日に発売。CVはそよかぜみらい、シナリオはあすきぃきゅーぶ。
親戚のお姉ちゃんに搾り取られるイチャラブ同居生活
第4作目のオリジナル作品。2021年11月19日に発売。CVは秋野かえで、シナリオは天宮りつ。
年下幼馴染みは、お兄ちゃんを開発したい
第5作目のオリジナル作品。2022年3月4日に発売。CVは逢坂成美、シナリオは天宮りつ。
エッチすると即デレ!クールな許嫁JKと始める毎日同棲ラブはめ♪
第6作目のオリジナル作品。2022年5月27日に発売。CVは天知遥、シナリオはあすきぃきゅーぶ。
同級生リフレ～一枚上手な室田さんと裏オプエッチ～
第7作目のオリジナル作品。2022年7月30日に発売。CVは藍沢夏癒、シナリオはあすきぃきゅーぶ。
寮母JKママと始めるあまエロ援交ごっこ
第8作目のオリジナル作品。	2024年2月3日に発売。CVは乙倉ゅい、シナリオはあすきぃきゅーぶ。
だらパコおっけーなエロ妹と密着引きこもりエッチ
第9作目のオリジナル作品。	2024年7月1日に発売。CVは柚木つばめ、シナリオはあすきぃきゅーぶ。

## スタッフ
代表・音楽・音響効果
- Famishin：ゲームマニアであり、名義も「ファミコンしんちゃん」という幼少時代のあだ名が由来。『ぶらばん!』『のーぶる☆わーくす』『千恋*万花』『喫茶ステラと死神の蝶』『天使⭐︎騒々 RE-BOOT!』におけるディレクター。

原画
- こぶいち：詳細はリンク先を参照。
- むりりん：詳細はリンク先を参照。
- 羽純りお：詳細はリンク先を参照。
- ほかん：2021年10月入社。

シナリオ
- 天宮りつ：「のーぶる☆わーくす」まで「リツ」とカタカナで表記されていた。これについては本人は「何で両方あるのか自分でも分からないからどちらでもいい」と語っている。『E×E』におけるディレクター。

グラフィック
- モドキさん：2006年11月入社。
- 中乃：『千恋*万花』以降の作品に参加。
- トミフミ：『千恋*万花』以降の作品に参加。

HPデザイン・ムービー・その他雑務
- ろど：名義は本人が好きな映画監督「ロドリゲス」が由来。ゆずソフト以外にも『ナツユメナギサ』を初めとするSAGA PLANETSの作品のムービーも製作している。『夏空カナタ』『DRACU-RIOT!』『サノバウィッチ』『RIDDLE JOKER』『PARQUET』『ライムライト・レモネードジャム』におけるディレクター。

### ゆずソフト所属ではない関係者
声優
- 榊原ゆい：『ぶらばん!』から『DRACU-RIOT!』までの全作品の主題歌を担当（『夏空カナタ』のみエンディング）。『ぶらばん!』『E×E』『天神乱漫』では声優としての出演もあった。
- みる：『ぶらばん！』から『のーぶる☆わーくす』までにおける唯一の皆勤出演声優であり、出演作5作品は後述の夏野に次いで単独2位である。作品発売前のカウントダウンFLASHでは、彼女が演じた過去作のキャラが総出演する回が必ずあった。
- 夏野こおり：『夏空カナタ』から『天色*アイルノーツ』までの5作品に連続出演。その後『天使⭐︎騒々 RE-BOOT!』で約10年ぶりに出演を果たし、出演作が単独トップの6作品となった。
- 遥そら：『サノバウイッチ』から「RIDDLE JOKER」までの3作品と『天使⭐︎騒々 RE-BOOT!』の計4作品に出演。後述する「ゆず生ラジオ」で不定期にゲスト出演しており、番組内では事実上の準レギュラー扱いとなっている。

シナリオ
全作品でシナリオを担当している天宮りつを除いたシナリオライターの名前と、担当した作品名を記載。
- 玉沢円：『夏空カナタ』
- 北川晴：『天神乱漫』『のーぶる☆わーくす』
- J・さいろー：『のーぶる☆わーくす』以降の全作品
- 姫ノ木あく：『DRACU-RIOT!』
- 鏡遊：『天色*アイルノーツ』
- 紺野アスタ：『天色*アイルノーツ』
- 保住圭：『サノバウィッチ』『RIDDLE JOKER』『天使⭐︎騒々 RE-BOOT!』
- 籐太：『サノバウィッチ』『千恋*万花』
- 瀬尾順：『千恋*万花』『喫茶ステラと死神の蝶』
- 砥石大樹：『RIDDLE JOKER』
- かずきふみ：『喫茶ステラと死神の蝶』『天使⭐︎騒々 RE-BOOT!』
- 安堂こたつ：『天使⭐︎騒々 RE-BOOT!』

SD原画
- セレビィ量産型：『天神乱漫』でSD原画を担当。
- こもわた遙華：『のーぶる☆わーくす』以降の全作品(『PARQUET』含む)でSD原画を担当している他、本編では担当していなかった「ぶらばん!」から「天神乱漫」も含めた全作品のSDグッズのデザインも担当している。

その他
- 深陽（旧／みはるアグレッシヴ）：美少女ゲーム雑誌「テックジャイアン」を2012年に退職後、『サノバウィッチ』の制作より広報として参加。ゆずログの執筆や内部デザインを始め、公式パンフレット、ビジュアルファンブックの制作を担当している。
- 煎路：前述の通り、2015年12月31日にて退社。退社後も『喫茶ステラと死神の蝶』『天使⭐︎騒々 RE-BOOT!』でCG担当としてクレジットされている。『天神乱漫』『天色*アイルノーツ』におけるディレクター。「千恋*万花」では原画も担当した。
- よう太：イラストレーター。『E×E』においてアニメパートを担当。
- Angel Note：音楽制作チーム。全作品の主題歌、BGMの編曲などを担当。
- ダニー・チュー：「Culture:Japan」のMCで有名な所謂「オタク文化」に良識を持つ人物。『DRACU-RIOT!』制作に連動し、技術力を提供して公式サイトのリニューアルに貢献した。
- 霜月はるか：シンガーソングライター。OP/ED曲合わせて5曲（内3曲本人作詞）歌唱し、榊原ゆいの7曲に続く数である。また2作目『E×E』、12作目『天使⭐︎騒々 RE-BOOT!』で歌唱した事によって2007年から2023年まで間が開きながらも長く主題歌担当している。

## ゆず生ラジオ
第6作『DRACU-RIOT!』の発売を期にニコニコ生放送（現在はYouTubeでも実施（一部通知・URL限定公開配信））で配信され始めた生放送番組。スタッフのろどが進行役となり、Famishinと煎路が裏方から進行を補佐していたが、煎路の退社などもあり2023年まではろどのみで放送。2024年からは、ゲストパーソナリティーとして広報担当・深陽が加わることで二人体制で配信している。
放送日は基本的に毎週金曜日。放送時間は新作発表から発売直後までの繁忙期（1期、3期、5期、7期）は午後9時半から、新作発売後から次回作発表までの閑散期（2期、4期、6期）は午後7時半から1時間。

## ゆず・ぱら
正式名称は「ゆずソフトパラレルヒロインズ」。
2013年春から2014年9月30日まで稼働した、ゆずソフトの歴代作品のヒロインを扱ったソーシャルゲーム。プラットフォームはMobage。
ゲームそのものに性的な描写はないが、「Mobage」登録時の生年月日から自動逆算されて、18歳未満はプレイできない仕様になっている（「ゆず生」でのろど曰く「一部のイラストでボディの線がくっきりしちゃってる」）。
メインイラストレーターのこぶいち、むりりん、こもわた遙華に加え、多数のイラストレーターがゲストとしてイラストを提供している。また自社のキャラクターソングや、他社の雑誌の付録にスペシャルカードのシリアルコードを同封させたりといくつかコラボを実現している。